# Noé de la Flor Casanova
Noé de la Flor Casanova (Teapa, Tabasco, 29 de mayo de 1904 —Ciudad de México, 11 de agosto de 1986) fue un abogado mexicano, escritor, poeta y político que fungió durante cuatro años como Gobernador de Tabasco.

## Vida y obra
De la Flor Casanova era hijo de Manuel de la Flor Hernández, un maestro sastre, y Elodia Casanova de la Flor, la familia era extremadamente pobre. Después de completar la escuela primaria en  Teapa se trasladó a Villahermosa (entonces llamado San Juan Bautista) para asistir al Instituto Juárez, una escuela preparatoria fundada por Manuel Sánchez Mármol. Con una beca, obtenida para él por José Vasconcelos, a petición de su colega tabasqueño Carlos Pellicer, De la Flor Casanova se matriculó en la Escuela Nacional Preparatoria en la Ciudad de México. Tras licenciarse en Derecho por la Universidad Nacional Autónoma de México en 1930, se desempeñó en los cargos judiciales siguientes: Secretario de los Tribunales Penales en el Distrito Federal, de 1930-36; profesor de la Escuela Nacional de Derecho, UNAM, 1937-46; Juez de Paz, 1937-39; Juez del Tribunal Superior de Justicia de los Territorios Federales, 1940-42, 1946-58. Fue gobernador de Tabasco entre 1943 y 1946. Dentro de sus principales acciones realizó la Inauguración de la Biblioteca José Martí., la más antigua de la Ciudad de Villahermosa, y que ahora es parte de la UJAT. Abundando en su obra en materia educativa, se construyeron y rehabilitaron diversos espacios que vinieron a ampliar la infraestructura ya existente. Se puso énfasis en el acondicionamiento físico de los alumnos; con esa finalidad, se promovieron diferentes disciplinas deportivas y con regularidad se efectuaban competencias deportivas. Se fundó además, el Centro de Capacitación Indígena "Benito Juárez" en el municipio de Jalpa de Méndez. Con el apoyo de la Federación, se construyeron las carreteras de Villahermosa-Teapa y la de Puerto Ceiba a Huimanguillo. En su cuatrienio, el Ferrocarril del Sureste se convierte en realidad, llegando hasta el Municipio de Tenosique, comunicando a Tabasco, con Campeche y Yucatán. Se inició, por otro lado, el dragado de la Barra de Puerto Obregón (Hoy, Frontera), a fin de que pudieran entrar barcos de gran calado y facilitar así, la introducción y salida de mercancías. 
Noé de la Flor Casanova, fue el último Gobernador de Tabasco que gobernó la entidad en un periodo de cuatro años. Su sucesor, Francisco J. Santamaría, sería el primer Gobernador electo para un sexenio. De Noé de la Flor Casanova se han inventado historias negras que no corresponden a la realidad, más que al ánimo de sus detractores para manchar su imagen. Entre ellos, que fue removido de su cargo por un "escándalo". Cosa menos cierta, pues está constatado, de manera documental, que estuvo presente en la Ceremonia de Cambio de Poderes en el Cine Tropical (actual Edificio del Tribunal Superior de Justicia) la noche del 31 de diciembre de 1946. Incluso, en los archivos del Gobierno del Estado de Tabasco, no existe indicio de que haya abandonado el Poder por alguna razón. Además, los periódicos locales, destacan sus últimas giras a los municipios antes de entregar el poder. Por lo que se descarta, de manera contundente, algún dato erróneo o de mala fe, que pretenda pervertir o manchar la vida y la obra de un insigne tabasqueño, de un hombre ejemplar como él: amante de la cultura y servidor de su Estado Natal.
El Licenciado Noe de la Flor Casanova, falleció en la Ciudad de México el 11 de agosto de 1986.

## Obra publicada
- Díaz Mirón, y otros poemas 1935

- Madre Revolución; insurgencias líricas de Noé de la Flor Casanova 1936

- Paisaje nada más 1938

- Balcón al viento 1958

- Ideario de Winston Churchill (1874-1965) 1965

- Viajando por el mundo de mis libros: reflexiones inconexas para inteligentes y para tontos 1975

- Licor del silencio: poemas 1982